# Turistická značená trasa 0415
 Turistická značená trasa 0415 je 30 kilometrů dlouhá červeně značená turistická trasa Klubu českých turistů vedoucí Králickou pevnostní oblastí a spojující jižní část Orlických hor přes Kladskou kotlinu, město Králíky a Hanušovickou vrchovinu s pohořím Králický Sněžník. Počátek trasy se nachází v přírodním parku Suchý vrch - Buková hora, většina trasy v ptačí oblasti Králický Sněžník a závěr v přírodním parku Králický Sněžník.

## Počátek trasy
Dnešní počátek trasy 0415 na rozcestí Nad Boudou v nadmořské výšce 810 m vznikl v devadesátých letech jako jedna z reakcí na otevření muzea Československého opevnění na Dělostřelecké tvrzi Bouda. Nachází se v jižní části Orlických hor v tzv. Bukovohorské hornatině asi 400 metrů nad vchodovým objektem tvrze na rozcestí s rovněž červeně značenou Jiráskovou cestou a červeně značenou cyklistickou trasou 4071. Původní počátek se nacházel blíže k Suchému vrchu na rozcestí Pod Bradlem.

## Úsek Bouda - Králíky
Trasa 0415 zpočátku kopíruje vedení tzv. Krulišovi cesty vybudované ve třicátých letech firmou Ing. Zdenko Kruliš z důvodu zásobování výstavby tvrze Bouda. Vystoupá do sedla mezi vrcholy Bouda a Bradlo, kde končí krátký souběh se zeleně značenou trasou 4298, a pak klesá po úbočí Bradla jihovýchodním směrem. Na konci Krulišovy cesty se dostává do krátkého souběhu s bíle značenou cyklistickou trasou 4077, kterou ale krátce po překonání Boříkovického potoka opouští a klesá po jeho pravém břehu do Dolních Boříkovic. Zde mění směr na severní a je vedena do centra obce po silnici, poté se stáčí k východu a po polní asfaltové komunikaci vede k fotbalovému hřišti u Středního odborného učiliště. Zde se nachází rozcestí se žlutě značenou trasou 7371 přicházející od hranic s Polskem, ze které na trasu 0415 přechází mezinárodní turistická trasa E3. Ta s ní souběžně vede až do jejího zakončení. Trasa pokračuje východním směrem poli a roztroušenou zástavbou Kladskou kotlinou do města Králíky.

## Úsek Králíky - Králický Sněžník

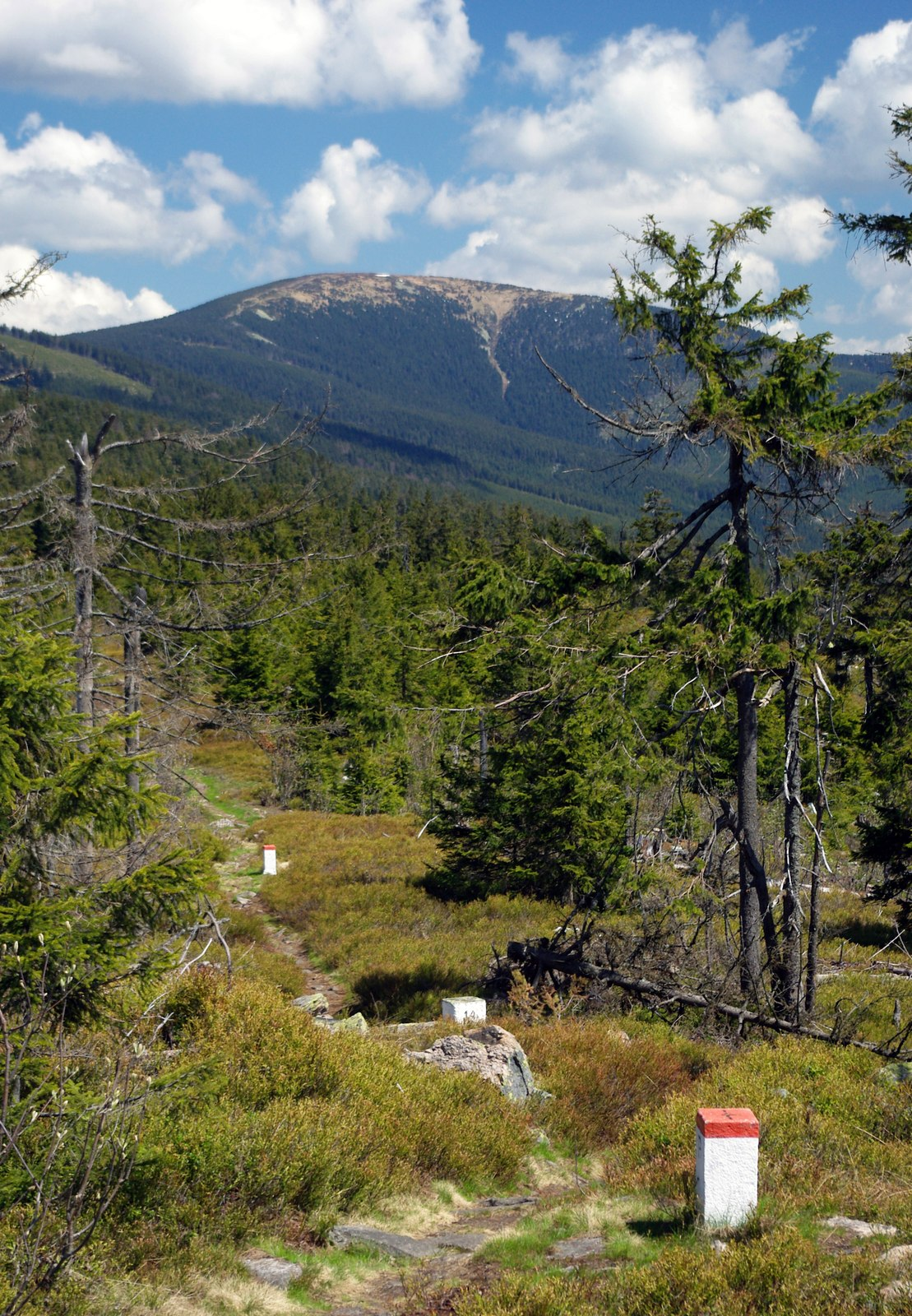
Králický Sněžník

Na zdejším náměstí se nachází rozcestí trasy 0415 se zeleně značenou okružní Hraběcí stezkou vedoucí na Horu Matky Boží a cyklistickou trasou 52. Trasa zde nabírá přibližně východní směr a ulicí Jana Opletala opouští zástavbu. Poté mění směr na severozápadní a ulicí Ke Skalce a navazující asfaltovou komunikací pokračuje k zdejšímu vojenskému muzea a dále po silnici do Prostřední Lipky, kde u železniční zastávky přechází železniční trať Dolní Lipka - Hanušovice. Odtud stoupá přes Roudenský hřbet k jižnímu okraji pohoří Králického Sněžníku. V jihovýchodním svahu Klepáče se postupně křižuje s cyklistickou trasou 4068 a modře značenou trasou 1933 do Dolní Moravy. Od rozcestí s ní trasa 0415 dále pokračuje západním směrem na hraniční přechod Horní Morava - Jodlów a dále po hřebeni Malosněžnického hřbetu kolem rozhledny na Klepáči do jihozápadního úbočí Malého Sněžníku a poté jeho jižním úbočím a pak stoupá z jihozápadu na vrchol Králického Sněžníku. V místek, kde je trasa vedena po hřebeni kopíruje státní hranici s Polskem a je v souběhu se zeleně značenou polskou turistickou trasou. Po překonání vrcholu klesá přibližně jihovýchodním směrem kolem pramene Moravy souběžně se žlutě značenou trasou 7274, vedoucí do Dolní Moravy, na rozcestí Franciska, kde v nadmořské výšce 1220 m končí. Navazuje zde na ní rovněž červeně značená trasa 0604 pokračující do pohoří Hrubý Jeseník.

## Historie
- V roce 2017 došlo ke změně trasování v prostoru Malosněžnického hřbetu, kdy byla trasa přesunuta západněji z úbočí na jeho hřeben. Původní trasa mezi rozcestími Pod Klepáčem a Nad Zbojnickou chatou byla přeznačena žlutě, označena číslem 7458 a tvoří tak trasu variantní.
- Město Králíky trasa dříve opouštěla příměji ulicemi Hluboká a Pivovarská a na současnou trasu navazovala u Vojenského muzea.
- Před vybudováním komunikace spojující Dolní Boříkovice s učilištěm východně od nich vedla trasa po silnici až na křižovatku se silnicí I/43 a poté v trase žlutě značené 7371.

## Turistické zajímavosti na trase
- Dělostřelecká tvrz Bouda
- Evropsky významná lokalita Bouda u Těchonína
- Kostel Povýšení svatého Kříže v Dolních Boříkovicích
- Památná lípa v Dolní Lipce
- Pěchotní srub K-S 17 v Dolní Lipce
- Městské muzeum Králíky
- Vojenské muzeum Králíky
- Pěchotní srub K-S 14 Cihelna
- Ukázkový prostor Akce Cihelna
- Kostel Neposkvrněného početí Panny Marie v Prostřední Lipce
- Vyhlídkové místo Na Vyhlídce
- Zvonička pod Jelením vrchem
- Hraniční přechod Horní Morava - Jodłów
- Rozhledna Klepý
- Vlaštovčí kameny
- Národní přírodní rezervace Králický Sněžník
- Králický Sněžník
- Pramen Moravy
- Socha slůněte